# No Trespassing
No Trespassing è il sedicesimo album in studio del rapper statunitense Too Short, pubblicato nel 2012.

## Tracce
1. What the Fuck – 4:33
2. Got Her Like – 4:31
3. Playa Fo Life (feat. 1-O.A.K., Beeda Weeda & Dom Kennedy) – 3:29
4. Trying to Come Up (feat. C.O.) – 4:14
5. Cush Cologne (feat. Rico Tha Kidd & DJ Upgrade) – 3:53
6. The Magazine (feat. Chase Hattan) – 2:58
7. I Got Caught (feat. Martin Luther) – 4:28
8. I'm a Stop (feat. 50 Cent, Devin the Dude & Twista) – 4:59
9. Hog Ridin' (feat. Richie Rich) – 4:18
10. Porno Bitch – 3:12
11. Shut Up Nancy (feat. Kokane) – 4:08
12. Boss (feat. Silk-E) – 4:22
13. Hey (feat. Silk-E) – 3:30
14. Money on the Floor (feat. E-40) – 3:55
15. Double Header (feat. Wallpaper) – 2:34
16. Respect the Pimpin' (feat. Snoop Dogg) – 2:56
17. Ba Boom Cha (feat. Yung Lott, DB Tha General, Rico Tha Kidd, DJ Upgrade, Ginger, & Prince Lefty) – 3:28